# لاركسبور (كاليفورنيا)
لاركسبور (بالإنجليزية: Larkspur)‏ هي إحدى مدن مقاطعة مارين، كاليفورنيا. تم إعطاءها لقب مدينة في 1 مارس، 1908.

## التركيبة السكانية
حدّد مكتب تعداد الولايات المتحدة بيانات التركيبة السكانية للاركسبور في تعداد الولايات المتحدة. في ما يلي، التركيبة السكانية حسب تعدادي 2000 و2010.

### تعداد عام 2000
بلغ عدد سكان لاركسبور 12,014 نسمة بحسب تعداد عام 2000، وبلغ عدد الأسر 6,142 أسرة وعدد العائلات 2,901 عائلة مقيمة في المدينة. في حين سجلت الكثافة السكانية 1,430.2 نسمة لكل كيلومتر مربع (3,704.2/ميل2). وبلغ عدد الوحدات السكنية 6,413 وحدة بمتوسط كثافة قدره 763.5 لكل كيلومتر مربع (1,977.5/ميل2).
وتوزع التركيب العرقي للمدينة بنسبة 91.25% من البيض و0.80% من الأمريكيين الأفارقة و0.22% من الأمريكيين الأصليين و3.88% من الأمريكيين ذوي الأصول الآسيوية و0.12% من سكان جزر المحيط الهادئ و1.09% من الأعراق الأخرى و2.64% من عرقين مختلطين أو أكثر و4.29% من الهسبانيون أو اللاتينيون من أي عرق.
بلغ عدد الأسر 6,142 أسرة كانت نسبة 20% منها لديها أطفال تحت سن الثامنة عشر تعيش معهم، وبلغت نسبة الأزواج القاطنين مع بعضهم البعض 38.4% من أصل المجموع الكلي للأسر، ونسبة 6.3% من الأسر كان لديها معيلات من الإناث دون وجود شريك،  بينما كانت نسبة 2.5% من الأسر لديها معيلون من الذكور دون وجود شريكة وكانت نسبة 52.8% من غير العائلات. تألفت نسبة 43.1% من أصل جميع الأسر من عدة أفراد يعيشون في نفس المنزل ونسبة 14.7% كانت تتألف من شخص يعيش بمفرده يبلغ من العمر 65 عاماً أو أكثر. وبلغ متوسط حجم الأسرة المعيشية 1.93، أما متوسط حجم العائلات فبلغ 2.69.
بلغ العمر الوسطي للسكان 45.9 عاماً. وكانت نسبة 16.3% من القاطنين تحت سن الثامنة عشر، وكانت نسبة 3.3% بين الثامنة عشر والرابعة والعشرين عاماً، ونسبة 28.6% كانت واقعةً في الفئة العمرية ما بين الخامسة والعشرين والرابعة والأربعين عاماً، ونسبة 31.8% كانت ما بين الخامسة والأربعين والرابعة والستين، ونسبة 18.6% كانت ضمن فئة الخامسة والستين عاماً فما فوق. يوجد لكل 100 أنثى 83.9 ذكر، ويوجد لكل 100 أنثى في الثامنة عشر من عمرها فما فوق 80.0 ذكر.
بلغ متوسط دخل الأسرة في المدينة 66,710 دولارًا، أما متوسط دخل العائلة فبلغ 104,028 دولارًا. وكان متوسط دخل الذكور 83,252 دولارًا مقابل 49,421 دولارًا للإناث. وسجل دخل الفرد الخاص بالمدينة 56,983 دولارًا. وكانت نسبة 1.8% من العائلات ونسبة 3.7% من السكان تحت خط الفقر، وكان من هؤلاء نسبة 2.5% تحت سن الثامنة عشر ونسبة 2.9% في الخامسة والستين من العمر وما فوق.

### تعداد عام 2010
بلغ عدد سكان لاركسبور 11,926 نسمة بحسب تعداد عام 2010، وبلغ عدد الأسر 5,908 أسرة وعدد العائلات 2,896 عائلة مقيمة في المدينة. في حين سجلت الكثافة السكانية 1,419.8 نسمة لكل كيلومتر مربع (3,677.3/ميل2). وبلغ عدد الوحدات السكنية 6,376 وحدة بمتوسط كثافة قدره 759 لكل كيلومتر مربع (1,965.8/ميل2).
وتوزع التركيب العرقي للمدينة بنسبة 86.46% من البيض و1.56% من الأمريكيين الأفارقة و0.22% من الأمريكيين الأصليين و4.72% من الأمريكيين ذوي الأصول الآسيوية و0.11% من سكان جزر المحيط الهادئ و2.88% من الأعراق الأخرى و4.06% من عرقين مختلطين أو أكثر و7.70% من الهسبانيون أو اللاتينيون من أي عرق.
بلغ عدد الأسر 5,908 أسرة كانت نسبة 22.2% منها لديها أطفال تحت سن الثامنة عشر تعيش معهم، وبلغت نسبة الأزواج القاطنين مع بعضهم البعض 38.4% من أصل المجموع الكلي للأسر، ونسبة 7.3% من الأسر كان لديها معيلات من الإناث دون وجود شريك،  بينما كانت نسبة 3.3% من الأسر لديها معيلون من الذكور دون وجود شريكة وكانت نسبة 51% من غير العائلات. تألفت نسبة 42.3% من أصل جميع الأسر من عدة أفراد يعيشون في نفس المنزل ونسبة 17.1% كانت تتألف من شخص يعيش بمفرده يبلغ من العمر 65 عاماً أو أكثر. وبلغ متوسط حجم الأسرة المعيشية 2.00، أما متوسط حجم العائلات فبلغ 2.77.
بلغ العمر الوسطي للسكان 48.5 عاماً. وكانت نسبة 18.2% من القاطنين تحت سن الثامنة عشر، وكانت نسبة 3.9% بين الثامنة عشر والرابعة والعشرين عاماً، ونسبة 22% كانت واقعةً في الفئة العمرية ما بين الخامسة والعشرين والرابعة والأربعين عاماً، ونسبة 34.4% كانت ما بين الخامسة والأربعين والرابعة والستين، ونسبة 21.5% كانت ضمن فئة الخامسة والستين عاماً فما فوق. وتوزع التركيب الجنسي للسكان بنسبة 45% ذكور و55% إناث.

## أعلام
- مات دويل